# Jacques Bourboulon
Pour les articles homonymes, voir Bourboulon.
 (janvier 2024).
Jacques Bourboulon est un photographe français, né le 8 décembre 1946. Il est spécialisé dans l'art du nu et la mode, mais aussi les paysages.

## Biographie
En 1967, Jacques Bourboulon a commencé comme photographe de mode, il était publié dans Vogue et a travaillé pour les créateurs de mode tels que Dior, Féraud, et Carven. 
Dans le milieu des années 1970, il a consacré son temps à voyager et, en photo, à faire presque exclusivement des recherches personnelles. 
Comme son contemporain David Hamilton, il a photographié des jeunes femmes, y compris des adolescentes, mais contrairement à Hamilton, il a utilisé des lumières vives et de forts contrastes. 
La plupart de ses modèles étaient anonymes, mais il a aussi eu pour modèle l'actrice française Eva Ionesco, qu'il a photographié nue quand elle avait 10 ans.
Bourboulon photographiait avec un Pentax. Ses images les plus typiques dépeignent les filles et les femmes sur l'île espagnole d'Ibiza, en jouant sur la juxtaposition de ciel bleu, murs blancs et la peau bronzée.
Jacques Bourboulon a collaboré avec plus de 150 magazines dans 21 pays différents.  Les photographies de Bourboulon ont notamment paru dans des magazines tels que Playmen en Italie, Haute société dans son édition allemande, Club International au Royaume-Uni, ou encore Chasseur d'Images et Photo en France. Elles ont aussi été diffusées en ligne sur le site Met Art et, entre 2003 et 2008, sur son site officiel Jacques-bourboulon.net.
Ses vingt livres de photographie ont été vendus à plus de 400 000 exemplaires. Il a également produit des calendriers pour Pentax et BASF.

## Ouvrages
Années 1980
- Des corps naturels, avec des textes de Serge Gainsbourg, Éditions Filipacchi, 1980  (ISBN 2-85018-184-6)
- Eva (portfolio), AGEP Ed., 1981
- Coquines, Kaktus Ed., 1982  (ISBN 2-85949-043-4)
- Attitudes, Paris: Carrère, 1984  (ISBN 2-86804-010-1)
- Mélodies, Paris: JMV, 1987  (ISBN 2-86660-025-8)

Années 1990
- Photographier le nu, Editions VM, 1996.